# Анчо Соколов
Анчо Соколов е български революционер, деец на Вътрешната македонска революционна организация.

## Биография
Анчо Соколов е роден в кочанското село Полаки, тогава в Османската империя. Присъединява се към ВМРО и е последователно четник при Ефтим Полски, Георги Спанчевски, Кръстьо Припорски и други. През 1926 година участва в голямата битка със сръбска потеря край Ораовец. След 1928 година застава на страната на Иван Михайлов в междуособиците във ВМРО и става телохранител на Стоян Филипов. Загива на 25 ноември 1932 година при атентат срещу Филипов в София.